# Pho Chhu
Der Pho Chhu (bhutanisch ཕོ་ཆུ།), der Flussname bedeutet „Vater-Fluss“ oder „männlicher Fluss“, ist der ca. 58 km lange linke Quellfluss des Puna Tsang Chhu im westlichen Norden von Bhutan.
Der Pho Chhu entsteht auf einer Höhe von 3410 m am Zusammenfluss von West Pho Chhu und East Pho Chhu. Er fließt anfangs 23 km nach Süden, wendet sich anschließend 25 km nach Südwesten und schließlich erneut nach Süden. Dabei durchquert er das Hochgebirge des Himalaya innerhalb der Distrikte Gasa und Punakha. Schließlich trifft der Pho Chhu nahe der Kleinstadt Punakha auf den aus Richtung Nordnordwest kommenden Mo Chhu und vereinigt sich mit diesem zum Puna Tsang Chhu. Der Flusslauf des Pho Chhu begrenzt den Jigme-Dorji-Nationalpark im Osten. Der Pho Chhu entwässert ein Areal von etwa 2400 km². Das Einzugsgebiet reicht im  Westen bis zum 6481 m hohen Tsenda Kang, im Nordosten bis zum 6680 m hohen Chumhari Kang. Die Wasserscheide im Norden verläuft entlang dem Himalaya-Hauptkamm und bildet die Staatsgrenze zur Volksrepublik China.
Der West Pho Chhu ist der rechte Quellfluss des Pho Chhu. Er bildet den Abfluss eines 4352 m hoch gelegenen Gletscherrandsee unterhalb des Teri Kang. Von dort fließt er 22 km in südsüdöstlicher Richtung. Der Abfluss des Domch-e-Tang-Gletschers mündet von linke in den Fluss.
Der East Pho Chhu ist der 34 km lange linke Quellfluss des Pho Chhu. Er entsteht am unteren Ende des East-Luggye-Gletschers auf einer Höhe von 4712 m. Der East Pho Chhu fließt anfangs in westsüdwestlicher Richtung, auf den letzten 10 Kilometern in Richtung Südsüdwest. Von Norden her wird der Fluss von den Abflüssen des West-Luggye-Gletschers, des Thorthormi-Gletschers, des Tsonghu-Gletschers sowie des Kangphu-Gletschers gespeist.